# Majīdlū
Majīdlū (persiska: مجيدلو) är en ort i Iran.   Den ligger i provinsen Ardabil, i den nordvästra delen av landet, 500 km nordväst om huvudstaden Teheran. Majīdlū ligger 987 meter över havet och antalet invånare är 244.
Terrängen runt Majīdlū är lite bergig, och sluttar norrut. Runt Majīdlū är det ganska tätbefolkat, med 58 invånare per kvadratkilometer. Närmaste större samhälle är Germī, 6,5 km öster om Majīdlū. Trakten runt Majīdlū består till största delen av jordbruksmark.